# Llac de Can Codorniu
El llac de Can Codorniu és un estancament d'aigua d'origen artificial a Sant Sadurní d'Anoia d'unes 5,25 hectàrees, originat pel tancament del torrent de Can Ferrer del Mas mitjançant un dic de contenció construït al voltant del 1906, fet amb materials argilosos. Amb els anys, s'ha anat naturalitzant fins a adquirir els trets d'un llac natural. El llac es troba a cavall del torrent de Can Ferrer del Mas, que actua de conca principal d'aportació hídrica, i el torrent de Can Codorniu, que n'és la sortida natural. Està situat al nord de la població de Sant Sadurní d'Anoia, en un entorn agrari, envoltat per camps de vinya i per pistes força freqüentades per passejants, ciclistes, etc.
El Llac de Can Codorniu presenta un cinyell helofític força continu i extensions relativament importants de canyissar i debogar en alguns dels sectors de la llacuna on les aigües són més somes. Al seu voltant creix un bosc de ribera força ben constituït, on apareixen roures, oms, pollancres, freixes i alguns salzes blancs, entre altres espècies. Hi són freqüents diverses espècies al·lòctones, com robínies, etc. Les canyes ocupen extensions importants als marges, que en alguns punts estan força alterats per la sobrefreqüentació humana. S'hi troba l'hàbitat d'interès comunitari 9540 Pinedes mediterrànies.
Al llac destaca una zona d'acumulació de sediments, que degut al suau pendent del terreny ha donat lloc a un petit aiguamoll i a l'establiment d'espècies vegetals pròpies d'ambients humits com Equisetum spp., Salix alba, Pteridium aquilinum, Phragmites australis subsp australis, etc.
Pel que fa a la fauna, el llac és interessant sobretot per les poblacions d'amfibis i d'aus aquàtiques. La proximitat a importants zones de nidificació i refugi d'aus, com el Delta del Llobregat, fa que aquest indret prengui importància com a element de connectivitat ecològica per a les aus. Alguns dels factors que amenacen la zona humida són la sobrefreqüentació humana -amb impactes associats com l'abocament de deixalles, el soroll, etc.-, la contaminació de les aigües per productes agroquímics i vessaments d'aigües d'origen urbà, i les captacions, que poden comportar fluctuacions importants del seu nivell.